# Katzentalbach (Neckar)
Der Katzentalbach ist ein 61⁄2 km langer Bach im Landkreis Heilbronn in Baden-Württemberg, der bei Nordheim von links und Westen in den Neckar mündet.

## Geographie
Der Katzentalbach läuft etwa 0,4 km westnordwestlich der Ortsgrenze von Nordheim auf etwa 183 m ü. NHN aus seinen beiden Oberläufen gleichen Namens zusammen.

### Rechter Oberlauf
Der bedeutendere rechte Oberlauf entspringt einer Quelle auf etwa 250 m ü. NHN ca. 1,3 km ostnordöstlich der Ortsmitte des Dorfes Neipperg der Stadt Brackenheim zwischen dem Waldhang Heidelberg im Süden und den Weinberghängen unter dem Heuchelberg-Höhensporn Hohental-Stutz im Norden. Dicht am Waldhangfuß fließt er durchs Hohental etwa ostnordostwärts, linksseits nah begleitet vom K 2077. Er quert die Stadtgrenze zur Gemeinde Nordheim, passiert dann die Streckbauchquelle an der Landesstraße und kurz darauf nimmt er etwa 1,4 km unterhalb seiner eigenen Quelle deren Abfluss auf.
Dann verlässt die Landesstraße den Talgrund und der Bach wendet sich auf östlichen bis südsüdöstlichen Lauf. In einer schmalen Wiesenaue durchquert er einen Waldriegel mit den Gewannen Streckbauch rechtsseits und Brämich linksseits. Früher zur Rechten, nach etwa 0,7 km auch zur Linken endet der Wald. Danach fließt der vorher leicht geschlängelte Oberlauf begradigt und meist ohne Baum und Strauch am Ufer weiter. 
Auf seinen letzten 400 Metern durchquert er weiterhin gerade gezogen das Feuchtgebiet Gräfenbrunnen mit Röhricht, Bäumen und auch einer Quelle in der Aue.
Dann fließt er nach 4,0 km mit mittlerem Sohlgefälle von etwa 17 ‰ mit dem anderen Oberlauf zusammen. Sein Teileinzugsgebiet ist etwa 4,7 km² lang.

### Linker Oberlauf
Der linker Oberlauf entsteht auf etwa 265 m ü. NHN zẃischen den Weinbergen des Gewanns Schecherhausen im Norden und des Gewanns Gräfenhausen im Süden unter einem steilen Waldhang des Heuchelbergs im Westen. Sein anfangs sehr gerader Graben läuft nach Ostsüdosten. Auf den ersten etwa 0,7 km hat er nur zeitweilig Durchfluss. Dann beginnt nach einem durchflossenen Teich der beständiger wasserführende Abschnitt, im Verlauf dessen der Bach in einer weit nach links ausholenden Kurve insgesamt südostwärts zieht. Im Untertal zieht er am kleinen Wohnplatz Seeloch vorbei.
Den Zusammenfluss mit dem anderen Oberlauf erreicht er nach 2,7 km langem Lauf mit mittlerem Sohlgefälle von etwa 31 ‰. Das Teileinzugsgebiet ist 2,4 km² groß.

### Verlauf
Der vereinte Katzentalbach fließt zwischen Schrebergärten südsüdöstlich und geradlinig auf Nordheim zu. Im Siedlungsbereich des großen Dorfes läuft er meist offen und unterquert die L 1106 Heilbronn–Brackenheim. Ab dem in einem kleinen Park stehenden Rathaus schlängelt sich der Verlauf etwas. Etwa 800 Meter vor der Mündung läuft von rechts und aus dem Westen der 4,0 km lange Breibach am Ortsrand und unter dem Aussiedlerhof Rotenberg am rechten Hang zu.
Der Bach fließt nun unter Bäumen, rechtsseits grenzt offene Flur an, linksseits ziehen sich Wohnhäuser und dann ein längerer Gewerbebau dem Bach entlang. Dann überquert die Frankenbahn beim Haltepunkt am Ostrand von Nordheim den Bach. Weniger als 50 Meter weiter fließt er von links im Naturschutzgebiet Altneckar Horkheim in den Neckar ein.
Der Katzentalbach hat zusammen mit seinem rechten Oberlauf eine Länge von etwa 6,6 km und ein mittleres Sohlgefälle von 14 ‰ und mündet etwa 96 Höhenmeter unter dessen Quelle.

### Einzugsgebiet
Der Katzentalbach hat ein 15,1 km² großes Einzugsgebiet, das rechtsseits des obersten Laufs mit 336,7 m ü. NHN auf der Hochebene Heidelberg östlich von Neipperg seine größte Höhe erreicht. Es liegt naturräumlich mit den höheren Anteilen im Unterraum Heuchelberg und Eppinger Hardt des Strom- und Heuchelbergs, mit den tieferen und überwiegend im Heilbronn-Wimpfener Tal genannten Teil des Unterraums Heilbronner Bucht des Neckarbeckens. Die Grenze zwischen den beiden Teilen jedoch auf zwei amtlichen Karten unterschiedlich. Auf der Naturraumkarte der Bundesanstalt für Landeskunde wird nur der an der nordwestlichen Wasserscheide verlaufende, schmale und gewässerlose Höhenrücken zum Heuchelberg gerechnet, dagegen werden auf einer aktuelleren Karte mit Naturraumlayer auch noch einige Hang- und Tallagen im Westen des Einzugsgebietes zu diesem geschlagen, weshalb in diesem Falle beide Katzentalbach-Oberläufe wie auch der Hauptoberlauf des Breibachs noch im Heuchelberg entspringen.
Anteil an ihm haben die Stadt Leingarten mit einem Randzwickel im Norden, die Stadt Lauffen am Neckar mit einem sehr schmalen Randstreifen im Süden und die Stadt Brackenheim mit einem größeren Gebiet am Südwestrand, am meisten aber die Gemeinde Nordenheim. Besiedlung gibt es nur im zentralen Nordheimer Gebietsanteil mit dem Dorf Nordheim um den Unterlauf des Katzentalbachs, einer Korona sehr kleiner Siedlungsplätze um Nordheim und dem Dorf Nordhausen am Breibach.
Wald gibt es wenig, sehr kleine Randzwickel auf der Hochebene des Heuchelbergs im Nordwesten, zwei kleine Waldinseln bei Nordhausen und vor allem einen langen Waldstreifen, der sich vom Heidelberg am Westsüdwestrand nordnordostwärts bis über den Bachlauf erstreckt. Im deutlich überwiegenden offenen Gebietsanteil gibt es sehr umfangreiche Weinbauflächen, daneben vor allem Äcker.
Reihum grenzen die Einzugsgebiete der folgenden Nachbargewässer an:
- Im Süden fließt der kurze Riedergraben wenig oberhalb des Katzentalbach zum Neckar;
- im Südwesten fließt wenig jenseits der Wasserscheide das Neipperger Bächle von Neipperg zur Zaber, einem etwas höheren Neckarzufluss;
- im Nordwesten fließen jenseits des Heuchelberg-Höhenrückens die Hangbäche Rohnsbach, Steinhäldengraben und Wolfsbrunnenbach von rechts zum nächsten größeren Neckarzubringer Lein weiter flussabwärts.

### Zuflüsse und Seen
Liste der Zuflüsse und  Seen und  Hochwasserrückhaltebecken von der Quelle zur Mündung. Gewässerlänge, Seefläche, Einzugsgebiet und Höhe nach den entsprechenden Layern auf der Onlinekarte der LUBW. Andere Quellen für die Angaben sind vermerkt.
Quelle des Katzentalbach auf etwa 250 m ü. NHN am oberen Ende des Hohentals und am Nordwestfuß des Heidelbergs ca. 1,3 km ostnordöstlich der Ortsmitte von Brackenheim-Neipperg. Der Bach fließt durchwegs mit nur leichten Richtungsschwankungen ungefähr ostwärts.
- (Graben aus dem Georgental), von links und Westen auf etwa 209 m ü. NHN am Eintritt in den Waldriegel Streckbauch, ca. 0,9 km[LUBW 10] und ca. 0,7 km².[LUBW 11] Beginnt auf etwa 240 m ü. NHN in den Weinbergen östlich unter dem Hohental-Stutz. Unbeständig.
  - Wird an der L 2077 Neipperg–Nordheim auf unter 220 m ü. NHN vom Streckbauchbrunnen verstärkt.
- (Graben vom Hörnle), von rechts und Westen auf etwa 204 m ü. NHN in den Ruchenwiesen, ca. 1,6 km[LUBW 10] und ca. 0,5 km².[LUBW 11] Beginnt auf etwa 290 m ü. NHN in den Weinbergen östlich unter dem  Sporn Hörnle des Heidelbergs. Unbeständig.
- (Graben am Gewann Entenpfuhl), von links und Nordwesten auf etwa 202 m ü. NHN in den Ruchenwiesen, ca. 0,8 km[LUBW 10] und ca. 0,2 km².[LUBW 11] Beginnt auf etwa 215 m ü. NHN unter den Weinbergen des Gewanns Steige. Unbeständig.
- Katzentalbach (anderer Oberlauf), von links und Nordwesten auf etwa 183 m ü. NHN gegenüber einem Rollschuhsportplatz kurz vor Nordheim, ca. 2,7 km[LUBW 3] und 2,4 km². Entsteht auf etwa 265 m ü. NHN Zwischen Wald und den Weinbergen des Gewanns Schechenhausen als auf den ersten ca. 0,7 km[LUBW 10] zunächst nur unbeständig wasserführender Graben.
  -  Durchfließt auf etwa 227 m ü. NHN einen baumgesäumten Teich unter Weinbergen, unter 0,1 ha.
- Breibach, von links und Westen auf unter 170 m ü. NHN am Südostrand von Nordheim, 4,0 km und 5,8 km². Entsteht auf etwa 214 m ü. NHN wenig nordwestlich der Schonwaldinsel Oberes Maisenhölzle.
  -  Passiert einen linksseits liegenden Teich auf etwa 210 m ü. NHN vor Nordhausen, unter 0,1 ha.
  - Breibach (anderer Oberlauf), von rechts und Westsüdwesten auf etwa 187 m ü. NHN an den Seeäckern wenig südwestlich des Nordheimer Ortsrandes, 1,4 km und ca. 1,2 km².[LUBW 11] Entsteht auf etwa 210 m ü. NHN im Feuchtgebiet Breibachquelle wenig südlich des Ortsrandes von Nordheim-Nordhausen.
    -  Passiert einen rechtsseits liegenden Teich auf etwa 205 m ü. NHN etwas südlich von Nordhausen, etwas unter 0,1 ha.

  - (Graben aus dem Geroldsgrund), von links und Westen auf etwa 186 m ü. NHN am Südrand von Nordheim, ca. 2,9 km[LUBW 10] und ca. 1,2 km².[LUBW 11] Beginnt auf etwa 247 m ü. NHN in den Weinbergen westlich von Nordhausen. Unbeständig.

Mündung des Katzentalbachs von links und Westen auf 154,2 m ü. NHN in den Neckar am Ostrand von Nordheim beim Haltepunkt der Frankenbahn von links. Der Katzentalbach ist ca. 6,6 km lang, sein Einzugsgebiet ist 15,1 km² groß.

## Geologie
Die Höhenlagen des Heuchelberg-Höhenrückens an der nordwestlichen Wasserscheide wie auch auf dem Heidelberg ganz im Westen auf der anderen Talseite sind Verebnungsflächen im Schilfsandstein (Stuttgart-Formation). Darunter an den Hängen und in den Tälern liegt im Untergrund fast überall Gipskeuper (Grabfeld-Formation). Erst im Dorf Nordheim streicht an den Hängen der dort nurmehr wenig eingetieften Bachmulde der Lettenkeuper (Erfurt-Formation) aus, der sich schmal bis zur Mündung zieht.
In den tiefen Bereichen ist der Gipskeuper weithin mit Lösssediment aus dem Quartär überlagert, im Westen vor allem durch lösshaltige Fließerden. Auf dem Grund der Talmulden liegt Schwemmland, das in derjenigen des Katzentalbachs ab dem Zusammenfluss der Oberläufe aus Auenlehm besteht.
Nahe dem Ursprung des linken Oberlaufs über den Weinbergen am Gräfenberg schließt eine als Geotop ausgewiesene Wegböschung die Schichtgrenze zwischen Gipskeuper und Schilfsandstein-Formation auf.

## Schutzgebiete
Es gibt im Einzugsgebiet drei als Naturdenkmal geschützte Feuchtgebiete. Um den rechten Oberlauf kurz vor dem Zufluss des linken liegt das Feuchtgebiete Gräfenbrunnen, wo eine Auenquelle aufstößt. Ein weiteres, größtenteils mit Bäumen bestandenes liegt um den Zusammenfluss der Breibach-Oberläufe, das dritte schützt die Quelllage des rechten Breibach-Oberlaufes.
Ein Zipfel des Landschaftsschutzgebietes Mönchsberg, Hörnle und Wolf reicht über die südwestliche Wasserscheide ins Einzugsgebiet herein. Die Waldinsel Oberes Maisenhölzle rechtsseits des oberen Breibachs ist Schonwald. Der Katzentalbach läuft seine letzten paar Dutzend Meter im Naturschutzgebiet Altneckar Horkheim. Der zu Brackenheim gehörende Einzugsgebietsanteil im Südwesten gehört zum Naturpark Stromberg-Heuchelberg.

## Tourismus
Drei Hauptwanderwege des Schwäbischen Albvereins verlaufen auf einem Abschnitt im Einzugsgebiet:
 Die Neckartal-Enztal-Stromberg-Heuchelberg-Schleife des Württembergischen Wein-Wanderwegs auf der Etappe zwischen der Heuchelberger Warte und Neipperg verläuft zwischen Höhenwald und Weinberghängen am Heuchelberg-Höhenzug, quert den rechten Katzentalbach-Oberlauf am Streckbauchbrunnen und umrundet dann in ähnlicher Lage den Heidelberg im Südosten. 
 Der Frankenweg (Hauptwanderweg 8) des Schwäbischen Albvereins auf seiner Etappe zwischen Heilbronn und Eppingen und  verläuft von der Heuchelberger Warte an meist etwas über dem Wein-Wanderweg, bleibt dann aber auf der Heuchelberghöhe und verlässt das Einzugsgebiet westwärts. 
 Der Neckarweg quert im unteren Nordheim den Katzentalbach.
 Daneben führt ein niederrangigerer Wanderweg des Vereins vom Weinwanderweg am Heidelberg ostwärts übers Breibachtal nach Nordheim zum Neckarsteig.

### LUBW
Amtliche Online-Gewässerkarte mit passendem Ausschnitt und den hier benutzten Layern: Lauf und Einzugsgebiet des Katzentalbachs

Allgemeiner Einstieg ohne Voreinstellungen und Layer: Daten- und Kartendienst der Landesanstalt für Umwelt Baden-Württemberg (LUBW) (Hinweise)
1. 1 2 3  Höhe nach dem Höhenlinienbild auf dem Hintergrundlayer Topographische Karte.
2. 1 2  Höhe nach grauer Beschriftung auf dem Hintergrundlayer Topographische Karte.
3. 1 2 3  Länge nach dem Layer Gewässernetz (AWGN), ergänzt um ein auf der Gewässerkarte nicht berücksichtigtes Anfangsstück, das auf dem Hintergrundlayer Topographische Karte abgemessen wurde.
4. 1 2  Einzugsgebiet aufsummiert aus den Teileinzugsgebieten nach dem Layer Basiseinzugsgebiet (AWGN).
5. ↑  Natur teilweise nach dem Layer Geschützte Biotope.
6. 1 2  Einzugsgebiet nach dem Layer Basiseinzugsgebiet (AWGN).
7. ↑  Naturraum nach dem einschlägigen Layer.
8. ↑  Länge nach dem Layer Gewässernetz (AWGN).
9. ↑  Seefläche nach dem Layer Stehende Gewässer.
10. 1 2 3 4 5  Länge abgemessen auf dem Hintergrundlayer Topographische Karte.
11. 1 2 3 4 5  Einzugsgebiet abgemessen auf dem Hintergrundlayer Topographische Karte.
12. ↑  Geotop nach dem einschlägigen Layer.
13. ↑  Schutzgebiete nach den einschlägigen Layern.

### Andere Belege
1. ↑  Modellierte Werte nach Abfluss-BW Gewässerknoten MQ/MNQ
2. ↑  Josef Schmithüsen: Geographische Landesaufnahme: Die naturräumlichen Einheiten auf Blatt 161 Karlsruhe. Bundesanstalt für Landeskunde, Bad Godesberg 1952. → Online-Karte (PDF; 5,1 MB)
3. ↑  Geologie nach den Layern zu Geologische Karte 1:50.000 auf: Mapserver des Landesamtes für Geologie, Rohstoffe und Bergbau (LGRB) (Hinweise)